# جون لوتز
جون لوتز (بالإنجليزية: John Lutz)‏ (و. 1973  م) هو كاتب سيناريو، وممثل مسرحي، وممثل أفلام، وممثل تلفزي أمريكي، ولد في بايبستون.

## التعليم
تعلم في Valparaiso University ‏
.

## وصلات خارجية
- جون لوتز على موقع IMDb (الإنجليزية)
- جون لوتز على موقع قاعدة بيانات الفيلم (الإنجليزية)

- جون لوتز في قاعدة بيانات الأفلام على الإنترنت